# Parlamentswahl in Australien 2013
- Labor: 55
- Greens: 1
- Unabh.: 2
- KAP: 1
- PUP: 1
- Liberals: 58
- LNP: 22
- Nationals: 9
- CLP: 1

- Labor: 26
- Greens: 9
- Unabh.: 1
- Sonst.: 4
- PUP: 3
- Liberals: 24
- LNP: 5
- Nationals: 3
- CLP: 1

Die Parlamentswahl in Australien 2013 fand am 7. September statt. Dabei wurde das insgesamt 44. australische Parlament gewählt. Es standen sich in der Hauptsache der amtierende Labor (ALP)-Parteivorsitzende Kevin Rudd und sein Herausforderer Tony Abbott, der von einer bürgerlichen Koalition aus Liberalen, der Liberal National Party und der National Party of Australia unterstützt wird, gegenüber. Die Wahl wurde deutlich von den bürgerlichen Koalitionsparteien gewonnen.

## Vorgeschichte
Bei der vorangegangenen Parlamentswahl im Jahr 2010 war es zu einem hung parliament, d. h. zu einem Patt zwischen der Labor Party und den oppositionellen Parteien des bürgerlichen Lagers gekommen. Daraufhin kam es mit der Unterstützung einiger weniger unabhängiger Parlamentsabgeordneter zur Bildung einer Labor-Minderheitsregierung unter Führung der damaligen Labor-Vorsitzenden und amtierenden Premierministerin Julia Gillard. Aufgrund der knappen Mehrheitsverhältnisse war ihre Regierung jedoch deutlich in ihrem Handlungsspielraum eingeengt. Wesentliche Entscheidungen, die während ihrer Regierungszeit getroffen wurden, waren eine Wende in der bisherigen Labor-Asylpolitik, nach der Asylsuchende boat people nunmehr außerhalb Australiens auf die Entscheidung über ihren Asylantrag warten müssen, und eine Umweltpolitik zur Dämpfung des CO2-Ausstoßes mit Einführung einer carbon tax. In der australischen Öffentlichkeit erlangte die Premierministerin nie richtige Popularität. In öffentlichen Meinungsumfragen fiel die Labor Party deutlich hinter die bürgerlichen Oppositionsparteien zurück. Außerdem schwelten während ihrer Amtszeit die innerparteilichen Machtkämpfe der Labor-Party weiter und kamen im Juni 2013 offen zum Ausbruch, als Gillards langjähriger innerparteilicher Rivale und ehemaliger Premierminister Kevin Rudd sich in einer Kampfabstimmung um den Vorsitz der Labor Party mit 57 zu 45 Stimmen gegen Gillard durchsetzte. Die Premierministerin machte daraufhin ihre Ankündigung vor der Abstimmung wahr und trat am 26. Juni 2013 auch vom Amt des Premierministers zurück. Am 27. Juni 2013 wurde Rudd als neuer Premierminister vereidigt. In seiner Antrittsrede kritisierte er seine Vorgängerin, ohne ihren Namen direkt zu nennen, scharf, es habe während ihrer Amtszeit zu viel „Negativität“, einen „Vertrauensverlust“ und einen Ansehensverlust des Parlaments gegeben und es sei nichts getan worden, um die drängenden Probleme Australiens zu lösen.
Der auch in den aktuellen Meinungsumfragen führende Spitzenkandidat der Oppositionsparteien, der schon 2010 angetretene Tony Abbott, sprach in Hinsicht auf die Ablösung der Premierministerin davon, dass die Australier jetzt „genug von der Seifenoper“ und eine neue Führung verdient hätten.

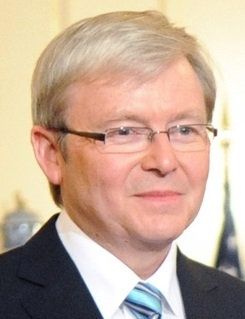
Kevin Rudd (ALP), Premierminister
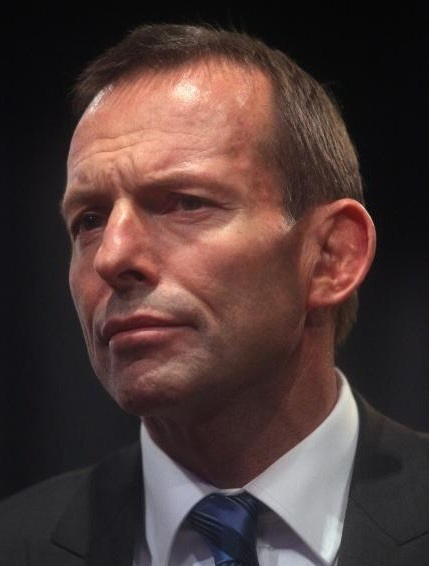
Tony Abbott (LPA), Kandidat der bürgerlichen Oppositionsparteien
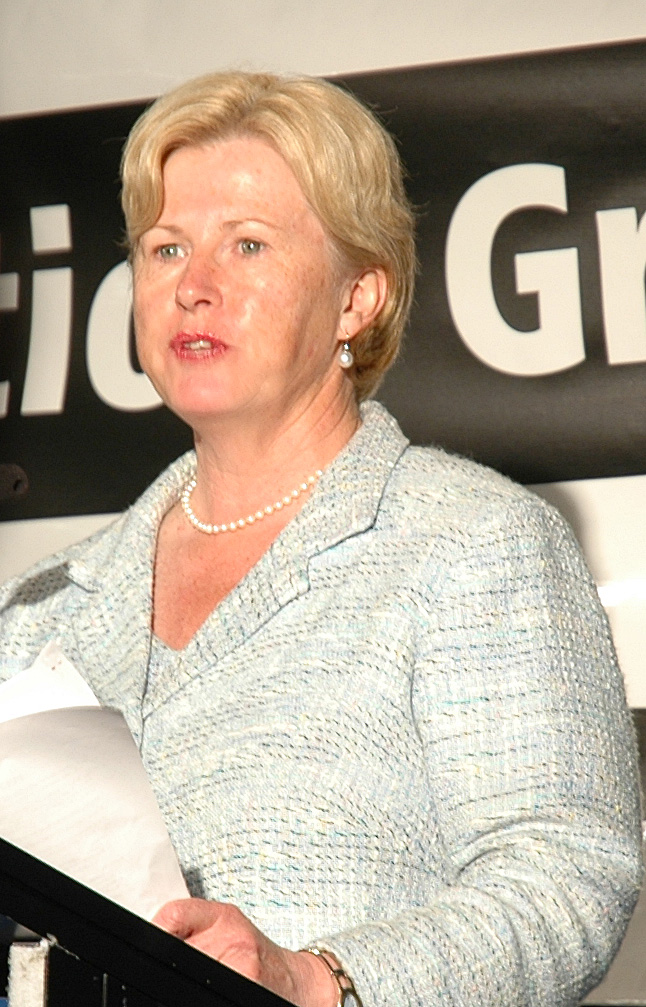
Christine Milne, Spitzenkandidatin der Australian Greens
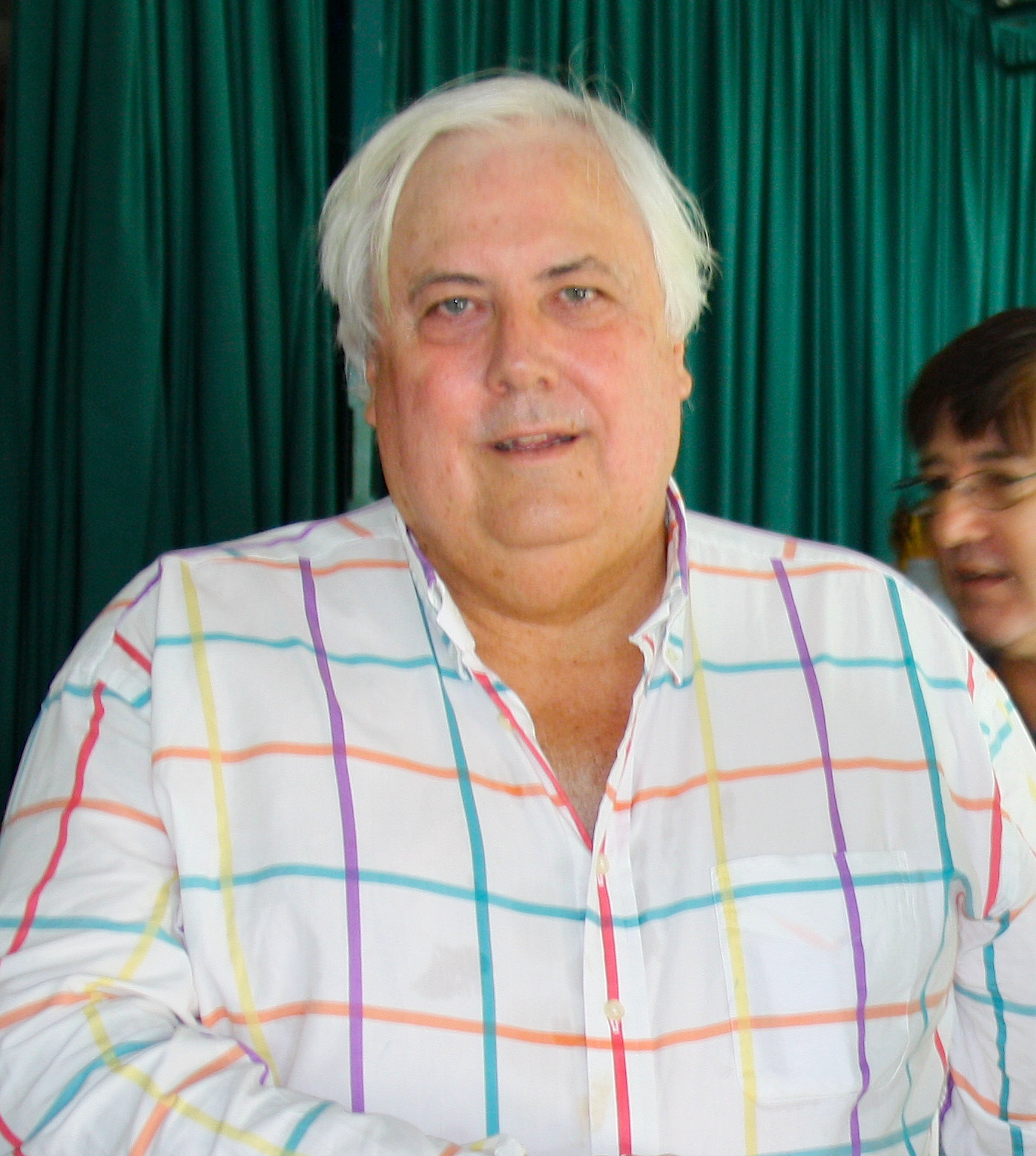
Clive Palmer, Spitzenkandidat der Palmer United Party

## Wahlkampf
Zu einem Hauptthema des Wahlkampfes entwickelte sich die Asylpolitik. Während Australien über viele Jahrzehnte eine relativ liberale Asylpolitik betrieben hatte, hatte sich dies seit etwa Anfang der 1990er Jahre unter dem Eindruck stetig anwachsener Asylantenzahlen geändert. Asylsuchende ohne gültiges Bleiberecht wurden in zentralen Auffanglagern untergebracht und zum Teil im Rahmen der „Pazifischen Lösung“ auf Inseln fernab des australischen Kontinents, oder in Länder, mit denen Australien entsprechende Abkommen geschlossen hatte (Papua-Neuguinea, Nauru) gebracht. Diese Staaten erhielten im Gegenzug für die Aufnahme dieser Personen erhebliche Geldzahlungen von Australien. Anerkannte Asylsuchende erhielten nur ein Bleiberecht in diesen Staaten und durften sich nicht in Australien ansiedeln. Diese Praxis stieß auf deutliche Kritik von Menschenrechtsorganisationen, unter anderem auch seitens des UNHCR und der politischen Linken in Australien. Als Labor bei den australischen Parlamentswahlen 2007 an die Macht kam, wurde diese Praxis wieder aufgegeben, allerdings im Jahr 2012 unter der Labor-Regierung von Julia Gillard wieder eingeführt. Im Wahlkampf vertraten beide Kontrahenten, Tony Abbott und Kevin Rudd, eine harte Haltung in Asylfragen. Abbott sprach sich für den Einsatz des Militärs gegen Menschenschmuggler, die asylsuchende boat people nach Australien brächten, aus. Anerkannte Flüchtlinge sollten nur noch zeitlich begrenzte Aufenthaltsgenehmigungen erhalten und sollten wieder in ihre Herkunftsländer abgeschoben werden können, wenn dort keine Bedrohung mehr bestünde. Rudd sprach sich für die Ansiedlung von anerkannten Asylanten auf Neuguinea, also außerhalb Australiens aus. Vertreter der Australischen Grünen kritisierten diese Modelle als „Grausamkeit“ gegenüber Personen, die vor Krieg, Folter und Verfolgung geflohen seien.
Ein anderes Wahlkampfthema waren die Wirtschafts- und Umweltpolitik. In einer Wahlkampfansprache betonte Rudd, dass es Australien gelungen sei, sich aus der weltweiten Rezession nach der Finanzkrise ab 2007 herauszuhalten. Er betonte die Notwendigkeit, dass die australische Wirtschaft sich diversifizieren müsse. Die carbon tax sollte nach den Vorstellungen von Labor schrittweise in einen Emissionshandel nach europäischem Vorbild umgewandelt werden. Für das Jahr 2020 sollte Australien einen Anteil von 20 % erneuerbaren Energien haben. Abbott versprach ebenfalls eine Stärkung der australischen Wirtschaft unter einer national-liberalen Koalition und die Abschaffung der carbon tax. Um die Emissionen zu reduzieren, sollen Industrie und Landwirtschaft mit staatlichen Subventionen unterstützt werden. Insgesamt sollten die staatlichen Ausgaben durch Ausgabenkürzungen aber deutlich reduziert werden, um zu einem ausgeglichenen Haushalt zu kommen. Die Grünen unterstützten die Beibehaltung der carbon tax und sprachen sich gegen den Bau neuer Kohlekraftwerke aus. Umstritten war auch der Ausbau des Breitband-Internetnetzes, wo Labor und Grüne deutlich höhere Investitionen tätigen wollten, während die National-Liberalen zum Teil auf schon existierende Kupfer-Kabelnetze setzten.

## Wahlrecht
Gewählt wurden die 150 Mitglieder des Repräsentantenhauses sowie 40 der 76 Mitglieder des Senats. Es bestand Wahlpflicht.
Die Wahl der Mitglieder des Repräsentantenhauses erfolgte in 150 Ein-Personen-Wahlkreisen. Dabei kam das Instant-Runoff-Voting zum Einsatz. Dabei nummeriert der Wähler die Kandidaten des Wahlkreises in der von ihm gewünschten Reihenfolge. Hierbei mussten unbedingt alle Kandidaten gereiht werden, andernfalls ist der Stimmzettel ungültig.
Für den Senat wurden pro Bundesstaat die Hälfte der jeweils zwölf Senatoren gewählt. Diese Senatoren treten ihr Amt am 1. Juli 2014 an. Zusätzlich wurden die jeweils zwei Senatoren der beiden Territorien neu gewählt. Diese Senatoren traten ihr Amt direkt im Anschluss an die Wahl an. Die 2010 in den Bundesstaaten gewählten Senatoren verbleiben bis 2017 im Amt.
|                               | Gesamt | Labor | Coalition | Greens | DLP | Unabh. |
| ----------------------------- | ------ | ----- | --------- | ------ | --- | ------ |
| 2007 in Bundesstaaten gewählt | 36     | 16    | 16        | 3      |     | 1      |
| 2010 in Territorien gewählt   | 4      | 2     | 2         |        |     |        |
| 2010 in Bundesstaaten gewählt | 36     | 13    | 16        | 6      | 1   |        |

Bei den Senatswahlen wurde die übertragbare Einzelstimmgebung angewandt. Der Wähler konnte entweder jeweils alle Kandidaten anordnen (wobei er wirklich alle Kandidaten anordnen musste) oder die Präferenzordnung einer Partei (group ticket) wählen, indem er die entsprechende Partei ankreuzte. Zum Beispiel vergab die Wikileaks-Partei ihre Zweitpräferenzen im Bundesstaat Victoria an die Piratenpartei, die Drittpräferenz an die Animal Justice Party, die Viertpräferenz an die Sex-Partei und so weiter.

## Ergebnisse

### Gewonnene Wahlkreise nach Bundesstaaten
Die gewonnenen Wahlkreise verteilen sich auf die Bundesstaaten bzw. Verwaltungseinheiten New South Wales (NSW), Victoria (VIC), Queensland (QLD), Western Australia (WA), South Australia (SA), Tasmanien (TAS), Australian Capital Territory (ACT) und Northern Territory (NT) wie folgt:

Mehrheiten nach den 150 Wahlkreisen (Unterhauswahl):
Bürgerliche Koalition (90)
(58)
(22)
(9)
(1)
Labor-Partei (55):
(55)
Andere (5)
(4)
(1)

|  | Partei                            | NSW | VIC | QLD | WA | SA | TAS | ACT | NT | Gesamt (2013) | Gesamt (2010) |
|  | --------------------------------- | --- | --- | --- | -- | -- | --- | --- | -- | ------------- | ------------- |
|  | Australian Labor Party (ALP)      | 18  | 19  | 6   | 3  | 5  | 1   | 2   | 1  | 55            | 72            |
|  | Liberal Party of Australia (LPA)  | 23  | 14  | 0   | 12 | 6  | 3   | 0   | 0  | 58            | 44            |
|  | Liberal National Party (LNP)      | 0   | 0   | 22  | 0  | 0  | 0   | 0   | 0  | 22            | 21            |
|  | National Party of Australia (NPA) | 7   | 2   | 0   | 0  | 0  | 0   | 0   | 0  | 9             | 7             |
|  | Australian Greens                 | 0   | 1   | 0   | 0  | 0  | 0   | 0   | 0  | 1             | 1             |
|  | Unabhängige und andere Parteien   | 0   | 1   | 2   | 0  | 0  | 1   | 0   | 0  | 4             | 4             |
|  | Country Liberal Party (CLP)       | 0   | 0   | 0   | 0  | 0  | 0   | 0   | 1  | 1             | 1             |
|  | gesamt                            | 48  | 37  | 30  | 15 | 11 | 5   | 2   | 2  | 150           | 150           |

### Repräsentantenhaus
Die Wahlbeteiligung betrug 93,23 % und 5,91 % der abgegebenen Stimmen waren ungültig. Die Bekanntgabe der endgültigen Ergebnisse zog sich bis zum 1. November 2013 hin, da das Wahlergebnis im Wahlkreis Fairfax (Queensland) sehr knapp ausfiel und erst nach erneuter Stimmenauszählung bestätigt wurde (50,03 % zu 49,97 %).

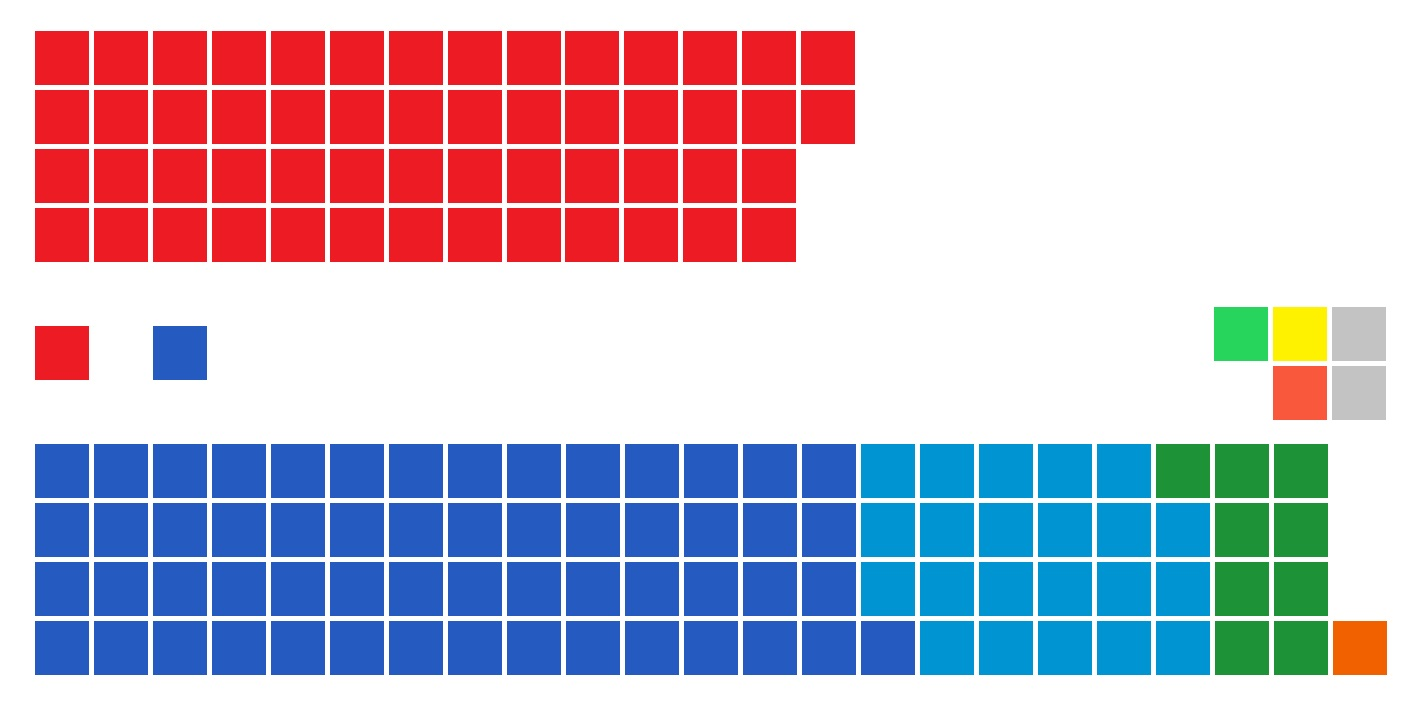
Sitzverhältnisse im Abgeordnetenhaus:
Bürgerliche Koalitionsregierung (90)
(58)
(22)
(9)
(1)
Opposition (55)
(55)
Andere („Crossbencher“) (5)
(2)
(1)
(1)
(1)

| Partei                              | Partei                            | Stimmen    | Stimmen | Stimmen | Sitze  | Sitze |
| Partei                              | Partei                            | Anzahl     | %       | +/−     | Anzahl | +/−   |
| ----------------------------------- | --------------------------------- | ---------- | ------- | ------- | ------ | ----- |
|                                     | Australian Labor Party (ALP)      | 4.311.365  | 33,38   | −4,61   | 55     | −17   |
|                                     | Liberal Party of Australia (LPA)  | 4.134.865  | 32,02   | +1,56   | 58     | +14   |
|                                     | Liberal National Party (LNP)      | 1.152.217  | 8,92    | −0,20   | 22     | +1    |
|                                     | Australian Greens                 | 1.116.918  | 8,65    | −3,11   | 1      | ±0    |
|                                     | Palmer United Party               | 709.035    | 5,49    | +5,49   | 1      | +1    |
|                                     | National Party of Australia (NPA) | 554.268    | 4,29    | +0,56   | 9      | +2    |
|                                     | Family First Party (FFP)          | 181.820    | 1,41    | −0,84   | 0      | ±0    |
|                                     | Katter’s Australian Party         | 131.839    | 1,04    | +0,73   | 1      | +1    |
|                                     | Christian Democratic Party (CDP)  | 88.576     | 0,69    | +0,02   | 0      | ±0    |
|                                     | Australian Sex Party              | 78.571     | 0,61    | +0,52   | 0      | ±0    |
|                                     | Country Liberal Party (CLP)       | 41.468     | 0,31    | +0,01   | 1      | ±0    |
|                                     | andere Parteien                   | 234.381    | 1,81    | +0,86   | 0      | ±0    |
|                                     | unabhängige Kandidaten            | 177.217    | 1,37    | −0,84   | 2      | ±0    |
|                                     |                                   |            |         |         |        |       |
| gültige Stimmen                     | gültige Stimmen                   | 12.914.927 | 94,09   |         | 150    |       |
| ungültige Stimmen                   | ungültige Stimmen                 | 811.193    | 5,91    |         |        |       |
| Wahlbeteiligung (Wahlpflicht)       | Wahlbeteiligung (Wahlpflicht)     | 13.726.120 | 93,23   |         |        |       |
| Wahlberechtigte                     | Wahlberechtigte                   | 14.722.754 | 100,0   |         |        |       |
|                                     |                                   |            |         |         |        |       |
| Two-Party-preffered vote            |                                   |            |         |         |        |       |
|                                     | Australian Labor Party            | 5.583.215  | 46,55   | −3,65   | 55     | −17   |
|                                     | Liberal/Nationale Coalition       | 6.411.134  | 53,45   | +3,65   | 90     | +18   |
| Quelle: australische Wahlkommission |                                   |            |         |         |        |       |

### Senat
Neu gewählt wurden 40 der Sitze der Bundesstaaten (6 je Staat, insgesamt 36) sowie Sitze der Territorien (2 je Territorium).
Es handelte sich um getrennte Wahlen für jeden einzelnen Bundesstaat bzw. jedes Territorium.

Sitzverhältnisse im Senat nach der Wahl 2013:
Bürgerliche Koalitionsregierung (33)
(24)
(5)
(3)
(1)
Opposition (26)
(26)
Andere („Crossbencher“) (17)
(9)
(3)
(1)
(1)
(3)

|        | Partei                                                             | NSW | VIC | QLD | WA | SA | TAS | ACT | NT | Gesamt |
| ------ | ------------------------------------------------------------------ | --- | --- | --- | -- | -- | --- | --- | -- | ------ |
|        | Australian Labor Party (ALP)                                       | 2   | 2   | 2   | 1  | 1  | 2   | 1   | 1  | 12     |
|        | Liberal Party of Australia (LPA)/National Party of Australia (NPA) | 3   | 2   | 0   | 3  | 2  | 2   | 1   | 0  | 13     |
|        | Liberal National Party (LNP)                                       | 0   | 0   | 3   | 0  | 0  | 0   | 0   | 0  | 3      |
|        | Australian Greens                                                  | 0   | 1   | 0   | 1  | 1  | 1   | 0   | 0  | 4      |
|        | Country Liberal Party (CLP)                                        | 0   | 0   | 0   | 0  | 0  | 0   | 0   | 1  | 1      |
|        | Andere                                                             | 1   | 1   | 1   | 1  | 2  | 1   | 0   | 0  | 7      |
| Gesamt | Gesamt                                                             | 6   | 6   | 6   | 6  | 6  | 6   | 2   | 2  | 40     |